# The Send (banda)
The Send foi um projeto americano de rock alternativo do ex-guitarrista do Falling Up, Joseph A. Kisselburgh de Albany, Oregon, que assinou contrato com a Tooth & Nail Records. Seu álbum de estreia, Cosmos, foi lançado em 31 de julho de 2007. Antes mesmo de ser lançado, porém, sua música, "The Fall", foi apresentada no Charlotte's Web: Music Inspired By The Motion Picture, uma compilação com músicas inspiradas no filme de 2006 Charlotte's Web. O primeiro single de Cosmos foi "An Epiphany", que rapidamente obteve algum sucesso, alcançando o quinto lugar na Christian Hit Radio.
Atualmente, o único site que contém alguma informação sobre o The Send é toothandnail.com. The Send está na página "Artistas Arquivados". Porém, em 4 de abril de 2008, houve um post no blog oficial do The Send informando que o grupo não havia terminado. Apesar disso, nenhuma outra notícia sobre o projeto foi anunciada. De acordo com TheSendOnline.com, The Send havia iniciado o trabalho para seu próximo álbum, planejado para lançamento em 2011. O título de trabalho do álbum seria "Leaving".
Em 8 de agosto de 2010, o domínio TheSendOnline.com expirou sem renovação, e o domínio foi adquirido por uma empresa de publicidade. Não houve nenhuma atividade em nenhuma das páginas oficiais do MySpace do The Send desde a postagem, e o último login para o Send Myspace foi em meados de 2010. Nenhuma palavra foi dada sobre se o The Send continuará ou não seu projeto, se está em pausa ou se foi completamente dissolvido.

## Discografia
| Título | Ano  | Selo                 | Posição máxima - melhores álbuns cristãos |
| ------ | ---- | -------------------- | ----------------------------------------- |
| Cosmos | 2007 | Tooth & Nail Records | Nº 47                                     |

### Singles
| Canção        | Ano  | Álbum  | Posição máxima - melhores álbuns cristãos |
| ------------- | ---- | ------ | ----------------------------------------- |
| "An Epiphany" | 2007 | Cosmos | Nº 5                                      |
| "Need"        | 2007 | Cosmos |                                           |